# Alfred Coppel
Pour les articles homonymes, voir Coppel.
Alfred Coppel, de son nom complet Alfredo Jose de Arana-Marini Coppel, né le 9 novembre 1921 à Oakland en Californie et mort le 30 mai 2004 , est un écrivain américain de science-fiction.

## Biographie
Né à Oakland en Californie, il a été pilote de combat dans l'US Air Force durant la Seconde Guerre mondiale.
Après sa démobilisation, il a entamé une carrière d'écrivain, devenant un auteur prolifique pour les pulps des années 1950 et années 1960. Il a écrit sous les pseudonymes de Robert Cham Gilman et de A. C. Marin.
Il a écrit des récits de polar, d'action et de science-fiction (romans et nouvelles). Son premier texte publié a été la nouvelle Age of Unreason (1947). Il est connu aussi pour la nouvelle The Dreamer (1952), le roman Dark December (1960) et The Burning Mountain: a Novel of the Invasion of Japan (1983), monde uchronique présentant les conséquences de l'invasion terrestre du Japon en 1946 si les États-Unis n'avaient pas disposé de la bombe A.

## Œuvres

### Science-fiction

#### Romans
Aucun roman n'a été traduit en français.
Sous le pseudonyme de Robert Cham Gilman, il a écrit la série des Rhada destinée au public adolescent :  
- The Rebel of Rhada (1968)
- The Navigator of Rhada (1969)
- The Starkahn of Rhada (1970)
- The Warlock of Rhada (1985)

#### Nouvelles traduites
- La Double Apparence, 1955 ((en) Double standard, 1952)
- La Mère, 1953 ((en) Mother, 1952)
- Un rêveur, 1954 ((en) The Dreamer, 1952)
- Le Sourire de métal, 1958 ((en) For Humans Only, 1953)
- Mars est à nous !, 1955 ((en) Mars is ours, 1954)
- Les Collines de son enfance, 1966 ((en) The hills of home, 1956)
- Pour sauver San Francisco, 1970 ((en) For sacred San Francisco, 1969)

### Autres livres
En 1974 il a écrit un thriller intitulé Clash ! (en Thirty-Four East) concernant le conflit israélo-palestinien.
On lui doit aussi The Apocalypse Brigade (1981) mettant en prise les États-Unis contre le terrorisme international .